# 11º Reggimento trasmissioni
L'11º Reggimento trasmissioni è un reparto dell'Esercito Italiano con sede a Civitavecchia. Reparto addetto alle comunicazioni, è di supporto operativo per le Forze speciali italiane.

## Simbolo

### Scudo
Nello stemma araldico, lo scudo sannitico è inquartato in decusse. Nel primo quarto, su sfondo azzurro, è rappresentato un silfio di Cirenaica, simbolo attestante la partecipazione alla campagna d'Africa Settentrionale. Nel secondo quarto, su sfondo azzurro e rosso, domina l'aquila in argento coronata dello stesso argento: è il simbolo della provincia di Roma dalla quale trae origine il 2º Reggimento Genio che fornì il personale all'allora costituendo 11º Battaglione Collegamenti della 10ª armata. Nel terzo quarto troviamo, su sfondo rosso, una stella alpina recisa, a testimonianza della partecipazione del battaglione alle operazioni sulle Alpi italo-francesi, durante il secondo conflitto mondiale. Nell'ultimo quarto, su sfondo verde, è rappresentato un castello d'oro, simbolo della città di Enna, prima sede dell'11º battaglione Collegamenti della 6ª armata.

### Ornamenti
Sullo scudo corona tinta d'oro. Sotto su lista bifida d'oro, svolazzante, concavità rivolta verso l'alto, il motto "Intelligenze ed armi congiungo".

## Storia
L'11º Reggimento trasmissioni è erede delle tradizioni dell'11º Battaglione trasmissioni "Leonessa" che, a sua volta, è prosecutore delle tradizioni di due Battaglioni costituiti in successione durante la seconda guerra mondiale.
Le origini risalgono all'XI Battaglione Collegamenti (poi Marconisti) di Armata, approntato nel luglio del 1940 presso il deposito dell'8º Reggimento Genio in Roma e l'XI Battaglione Marconisti (per soli due giorni, VI Battaglione) della 6ª Armata, costituito nel gennaio 1943 dal deposito del 12º Reggimento genio di Palermo.
Il 4 luglio 1940 il Comando dell'XI Battaglione Collegamenti d'Armata viene approntato, dal Comando Difesa Territoriale di Roma, presso il deposito dell'8º Reggimento Genio (Roma), per essere destinato in Africa Settentrionale. Ufficiali, Sottufficiali, e Truppa sono dell'8º Reggimento. All'atto di lasciare il territorio metropolitano il Battaglione viene assunto nella forza del previsto centro di mobilitazione, il Deposito del 12º Reggimento Genio in Palermo. Il Battaglione inquadra dapprima (15 luglio 1940) le Compagnie 124ª  (Centro di Mobilitazione: Deposito del 5º Reggimento Genio di Villa Vicentina), 127ª Marconisti (Centro di Mobilitazione: Deposito del 12º Reggimento Genio), 27ª trasmissioni e 117ª Telegrafisti; poi, il 23 luglio 1940, cambia denominazione in XI Battaglione Marconisti inquadrando la 124ª , la 127ª Marconisti e la 137ª Marconisti Speciale (Centro di Mobilitazione: Deposito dell'8º Reggimento Genio di Roma).
Dopo la prima offensiva inglese (1940) viene posto alle dirette dipendenze del Comando Superiore Africa Settentrionale – Comando Superiore Genio, cambia denominazione in XI Battaglione Marconisti di Collegamento e segue le alterne vicende delle forze italo – tedesche in tale teatro, inserito nel 2° e poi nel 7º Raggruppamento Speciale Genio (1941 – 1943).
Il 5 gennaio 1943 viene costituito dal Comando Difesa Territoriale di Palermo, con centro di mobilitazione lo stesso Deposito del 12º Reggimento Genio, il 6º Battaglione Marconisti d'Armata, che due giorni dopo cambia denominazione in XI Battaglione Marconisti d'Armata a supporto della 6ª Armata incaricata della difesa della Sicilia.
Il Battaglione, inserito nel 9º Raggruppamento Genio Motorizzato, ha sede in Enna ed inquadra le Compagnie:
- 140ª Marconisti Speciale
- 154ª Marconisti di Collegamento

L'XI Battaglione Marconisti d'Armata partecipa alle operazioni per la difesa della Sicilia. Con l'evacuazione dell'isola l'unità viene sciolta il 21 luglio 1943.

### 11º Battaglione trasmissioni "Leonessa"
Nel dopoguerra, nel marzo 1957, presso la Scuola delle trasmissioni in Roma, viene costituito l'XI Battaglione trasmissioni. L'unità viene sciolta nell'aprile del 1959 e le sue risorse servirono per la costituzione del 9º Battaglione trasmissioni in Anzio.
Il 1º aprile 1972 con lo scioglimento del VI Corpo d'armata traendo le risorse del soppresso VI Battaglione trasmissioni viene ricostituito a Bologna l'XI Battaglione trasmissioni, alle dipendenze dell'Ispettorato delle trasmissioni. Il 31 dicembre 1975, con la ristrutturazione dell'Esercito Italiano, l'unità prende il nome di 11º Battaglione trasmissioni "Leonessa".
Il 9 aprile 1976 ricevette la bandiera di guerra e il 19 luglio 1976 viene trasferito dalla sede di Bologna a quella di Civitavecchia.

### 11º Reggimento trasmissioni
Il 1º settembre 1992, in seguito al ripristino del livello reggimentale nell'Esercito Italiano, il battaglione assume il livello ordinativo di Reggimento e essume la denominazione di 11º Reggimento trasmissioni, ereditando la Bandiera di Guerra del Battaglione. 
Nel 1997 il Reggimento viene posto alle dipendenze del Comando dei Supporti delle Forze Operative Terrestri in Treviso.
Inizialmente articolato su un solo battaglione, il battaglione trasmissioni "Leonessa", il 27 agosto 2001 è stato affiancato da una seconda unità a livello di battaglione, il neocostituito Battaglione trasmissioni "Tonale".
Dal 1999 il Reggimento ha fatto parte delle Forze Operative Terrestri, inquadrato nella Brigata Trasmissioni di Supporto alla Manovra del Comando C4-IEW, denominato successivamente Comando Trasmissioni e Informazioni Esercito (CoTIE) di Anzio.
Dal 2004 fornisce supporto operativo C4 alle forze speciali italiane sotto il coordinamento del Comando interforze per le operazioni delle forze speciali.
Dal 31 dicembre 2016 alla soppressione del CoTIE e della Brigata Trasmissioni è inquadrato nel neo-costituito Comando Trasmissioni di Roma.

## Impiego
Campagni di guerra e fatti d'arme:
- 1940 Africa Settentrionale
- 1940 Alpi italo-francesi
- 1943 Sicilia

Operazioni fuori dal territorio nazionale:
- 1982 UNIFIL in Libano
- 1989 UNTAG in Namibia
- 1991 Airone in Turchia-Iraq(Kurdistan)
- 1991 EC MONITOR MISSION (ex Jugoslavia)
- 1991 Pellicano in Albania
- 1992 UNOSOM/Ibis in Somalia
- 1993 UNOMOZ/Albatros in Mozambico
- 1994 Ippocampo in Ruanda
- 1994 Extraction Force in Yemen
- 1995 Restore Hope in Somalia
- 1995 Joint Forge in Bosnia ed Erzegovina
- 1997 Alba in Albania
- 1998 Joint Guarantor in FYROM(Macedonia)
- 1999 Operazione Allied Harbour in Albania
- 1999 Joint Guardian in FYROM(Macedonia)
- 1999 Stabilise in Timor Est
- 2000 UNMEE in Etiopia-Eritrea
- 2001 Joint Guardian/Consistent Effort in Kosovo
- 2001 Joint Guardian/COMMZ WEST in Albania
- 2001 Enduring Freedom in Tampa(U.S.A.)
- 2001 International ISAF in Afghanistan(Kabul)
- 2003 Joint Enterprise in Kosovo
- 2003 Enduring Freedom/Nibbio in Afghanistan(Kabul)
- 2003 Antica Babilonia in Iraq
- 2004 IT-NATO Mission Training in Iraq
- 2005 Provincial Recostruction Team in Afghanistan(Herat)
- 2005 Indus in Pakistan
- 2006 UNIFIL/Leonte in Libano
- 2007 Sfinge in Egitto
- 2007 EUFOR/Nicole in Ciad
- 2009 Tortuga in Somalia/Gibuti
- 2011 Cirene in Libia
- 2014 European Training Mission in Somalia

In maiuscolo le operazioni ancora in corso
Operazioni di soccorso alle pubbliche calamità sul territorio nazionale:
- 1980 Sisma Irpinia in Basilicata
- 1997 Sisma Umbro Marchigiano
- 2009 Sisma Abruzzo-Operazione Gran Sasso a L'Aquila

## Organizzazione
- Comando
  - Compagnia Comando e Supporto Logistico
  - Battaglione Trasmissioni "Leonessa"
  - Battaglione Trasmissioni "Tonale"

## Onorificenze
La bandiera di guerra dell'11º Reggimento trasmissioni è stata insignita delle seguenti onorificenze:

## I comandanti dal 1975 a oggi

### Comandanti dell'11º Battaglione "Leonessa"
- Ten.Col. Italo Calabrese 31/12/1975 - 31/07/1976
- Ten.Col. Sauro Smacchia 01/08/1976 - 31/07/1977
- Ten.Col. Matteo Ricco 31/07/1976 - 20/08/1980
- Ten.Col. Giuseppe Rulli 21/08/1980 - 20/07/1982
- Ten.Col. Domenico Tria 21/07/1982 - 02/08/1983
- Ten.Col. Bruno Simeone 03/08/1983 - 02/08/1984
- Ten.Col. Alfredo Lupo 03/08/1984 - 19/01/1986
- Ten.Col. Carlo Marchesi 20/01/1986 - 15/07/1987
- Ten.Col. Libero Traglia 16/07/1987 - 06/09/1989
- Ten.Col. Angelo Pacifici 07/09/1989 - 06/09/1990
- Ten.Col. Bruno Filippi 07/09/1990 - 31/08/1992

### Comandanti dell'11º Reggimento trasmissioni
- Col. Paolo Carosella 01/09/1992 - 31/08/1993
- Col. Luigi Pellegrino 01/09/1993 - 18/06/1995
- Col. Giovanni Sulis 19/06/1995 - 05/09/1996
- Col. Adriano Vieceli 06/09/1996 - 09/08/1998
- Col. Luciano Coppolino 10/08/1998 - 23/09/1999
- Col. Cosimo Rescio 24/09/1999 - 28/09/2001
- Col. Pietro Primo 24/09/2001 - 19/11/2003
- Col. Umberto Maria Castelli 20/11/2003 - 06/10/2005
- Col. Vito Ruscio 07/10/2005 - 30/10/2007
- Col. Antonello De Sio 31/10/2007 - 10/09/2009
- Col. Luigi Carpineto 11/09/2009 - 29/09/2011
- Col. Mauro Lozupone 30/09/2011 - 17/10/2013
- Col. Massimo Ancora 18/10/2013 - 03/09/2014
- Col. Angelo Tuccillo 04/09/2014 - 15/09/2016
- Col. Davide Dettori 16/09/2016 - 20/09/2018
- Col. Pasquale Guarino 21/09/2018 - 17/10/2019
- Col. Francesco Modesto 18/10/2019 - 23/09/2019
- Col. Alfredo Russo 24/09/2019 - 23/09/2021
- Col. Domenico Manfredi 27/11/2022 - 19/07/2024
- Col. Gianluca Buttini 19/07/2024